# Южна Финландия
Южна Финландия (на фински: Etelä-Suomen lääni; на шведски: Södra Finlands län) е провинция във Финландия. Разположена е в южната част на страната, на северния бряг на Финския залив, като граничи също с Русия и провинции Източна Финландия и Западна Финландия. Площта ѝ е 34 378 km², а населението - около 2 100 000 души (2002). Включва 88 общини, разделени в областите Южна Карелия, Пяйят Хяме, Канта Хяме, Усима, Източна Усима и Кименлаксо. Административен център е Хяменлина, а най-голям град - финландската столица Хелзинки.